# Мешовити тимови на Летњим олимпијским играма 1904.
На раним модерним Олимпијским играма било је дозвољено да неколико спортиста различитих држава чине један тим. Међународни олимпијски комитет МОК њихове резултате води под именом Мешовити тим. и Олимпијским кодом XXZ. На Олимпијским играма у Сент Луису било је два таква тима који су освојили 1 златну и 1 сребрну медаљу у 2 различите спортске дисциплине.

## Освајачи медаља
| Медаља | Такмичари | Дисциплина                          |
| ------ | --- | ----------------------------------- |
| Злато  | Куба Мануел Дијаз · Куба Рамон Фонст · Сједињене Америчке Државе Албертсон Ван Зо Пост                                                                                                  | Мачевање, Екипно флорет за мушкарце |
| Сребро | Француска Алберт Корај · Сједињене Америчке Државе Лејси Херн · Сједињене Америчке Државе Сидни Хач · Сједињене Америчке Државе Џим Лајтбоди · Сједињене Америчке Државе Вилијам Вернер | Атлетика, 4 миље, екипно            |